# Хохлатка полая
Хохла́тка по́лая (лат. Corýdalis cáva) — вид двудольных цветковых растений, включённый в род Хохлатка (Corydalis) подсемейства Дымянковые (Fumarioideae) семейства Маковые (Papaveraceae).

## Название
Видовой эпитет был дан растению Карлом Линнеем, описавшем его в качестве разновидности сборного вида Fumaria bulbosa — «дымянка луковичная». Разновидности этого вида он назвал по строению клубня: cava — «полая, вогнутая», solida — «выполненная, плотная», intermedia — «промежуточная». Впоследствии эти три разновидности стали считаться самостоятельными видами — хохлаткой полой, хохлаткой плотной и хохлаткой промежуточной соответственно.

## Ботаническое описание

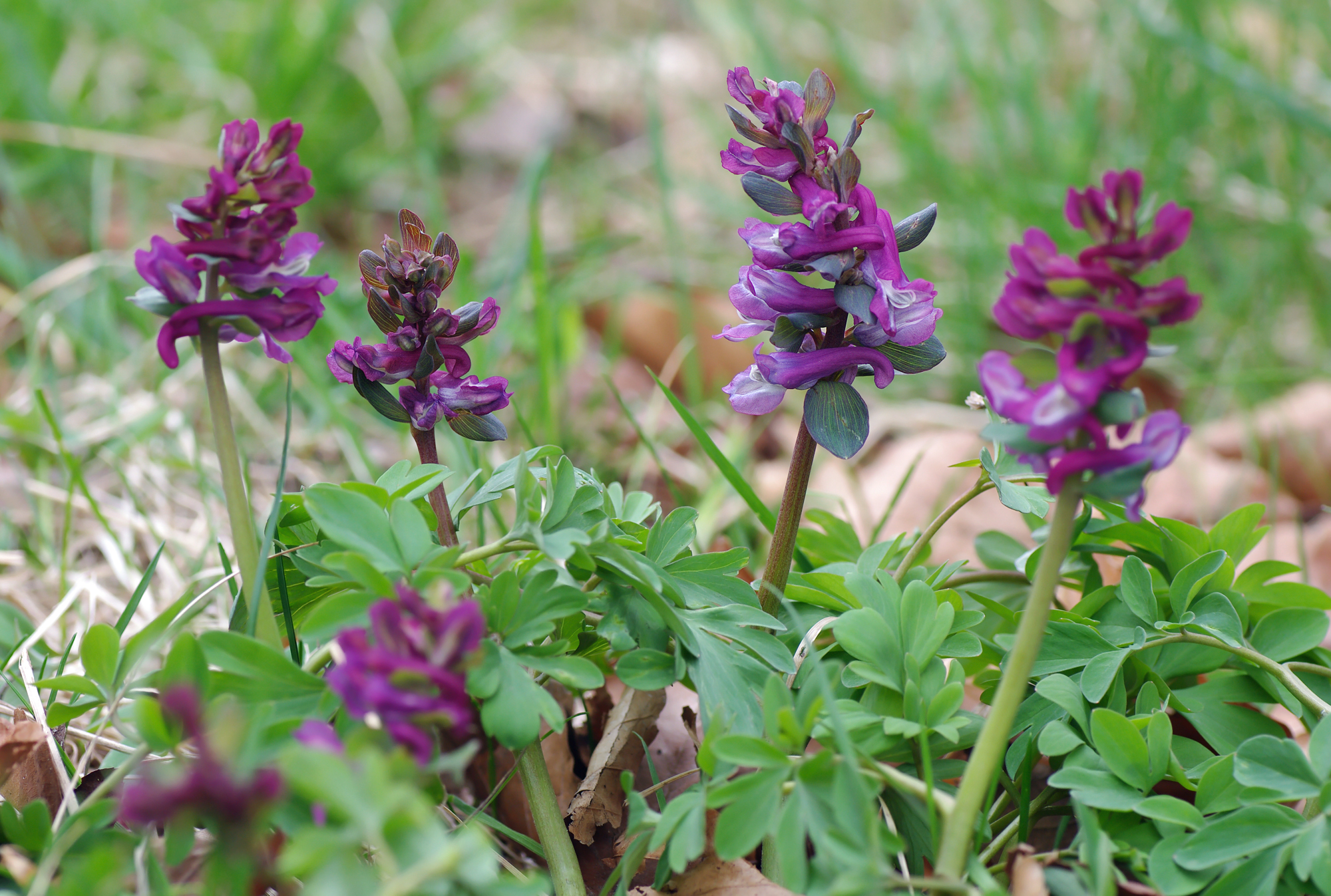

Многолетнее травянистое растение, клубневой эфемероид. Клубень средних или довольно больших размеров, неправильной формы, с возрастом сгнивающий снизу или изнутри, становясь полым, с корнями по всей поверхности. Стебель 10—30 см в высоту, с двумя листьями. Помимо стеблевых имеются также прикорневые листья. Листья нежные, сизоватого цвета, на черешках, почти трижды тройчатые, сегменты первого порядка на длинных черешочках, их доли на коротких черешочках или сидячие, глубоко разрезанные на 2—3 клиновидные дольки.
Цветки собраны в средней плотности кисть в количестве 6—16 на конце стебля. Прицветники под каждым цветком цельные, продолговато-яйцевидной формы, в несколько раз превышают по длине цветоножку. Венчик фиолетово-розового, белого или светло-жёлтого (у хохлатки Маршалла) цвета, растения с различной окраской венчика часто растут вперемежку.
Плод — коробочка, при созревании поникающая, 10—12×4—5 мм, заострённая. Семена чёрные, блестящие, 3 мм в диаметре.

### Близкие виды

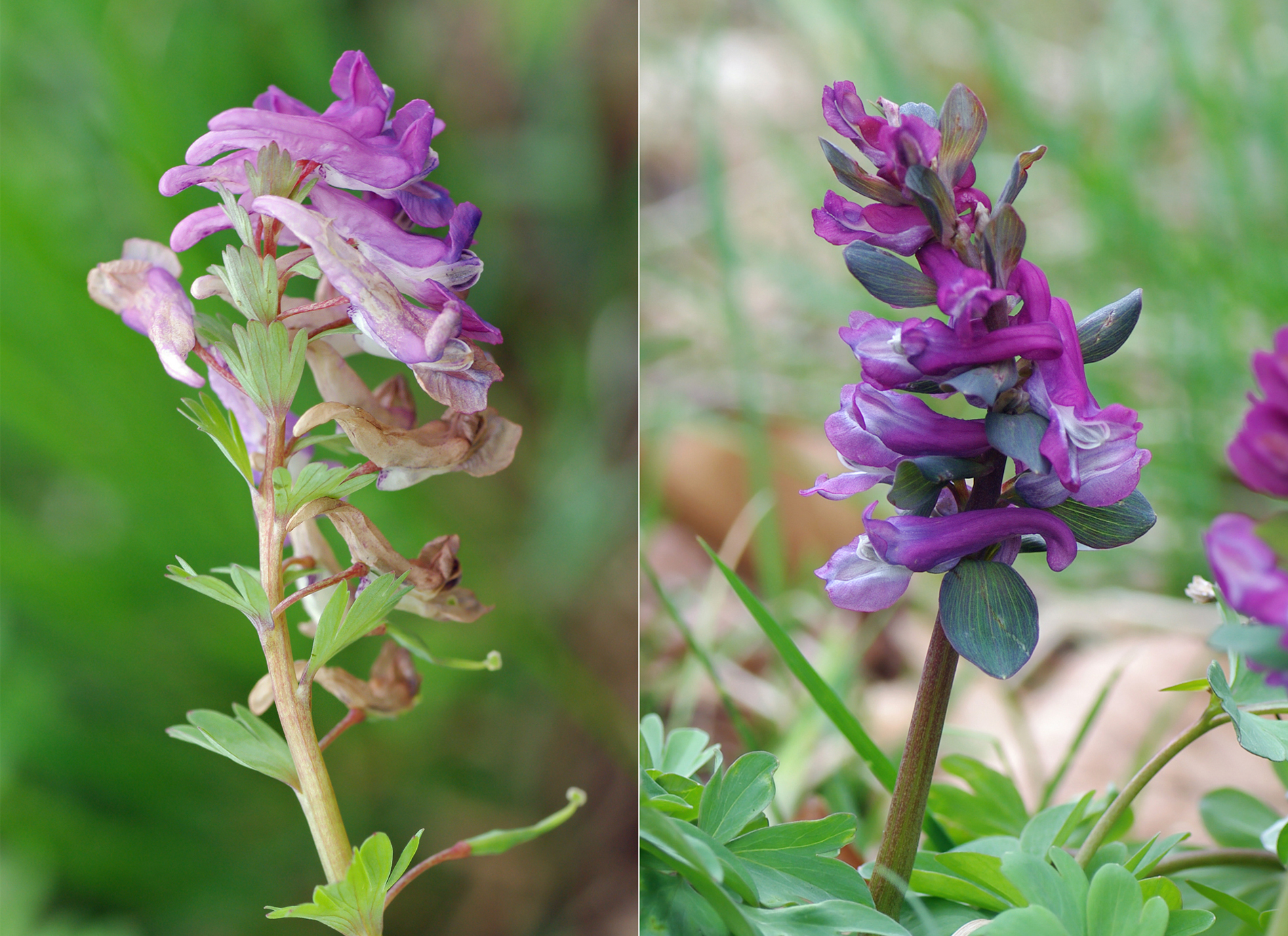
Сравнение соцветий типичных Corydalis solida и Corydalis cava

- Corydalis intermedia (L.) Mérat, 1812 — Хохлатка промежуточная — отличается значительно меньшими размерами (не превышает 15 см в высоту), меньшим числом цветков в соцветиях (1—10), а также наличием плёнчатого стеблеобъемлющего листа у поверхности земли.
- Corydalis solida (L.) Clairv., 1811 — Хохлатка плотная — отличается довольно глубоко разделёнными на доли прицветниками. Соцветия разреженные, длина цветоножек достигает 7—15 мм, количество цветков — 10—25.
- Corydalis pumila (Host) Rchb., 1832 — Хохлатка низкая — также с глубоко разделёнными прицветниками, однако соцветия малоцветковые (4—10), густые, длина цветоножек не превышает 3—5 мм. Чашечка очень маленькая, незаметная.

## Ареал
Родина растения — Центральная Европа (Карпаты). В настоящее время распространилось более широко — от Скандинавии до Атлантической Европы и Причерноморья.

## Таксономия

### Подвиды
- Corydalis cava subsp. cava
- Corydalis cava subsp. marschalliana (Pall. ex Willd.) Hayek, 1925 — Хохлатка Маршалла

### Синонимы
- Borckhausenia cava (L.) G.Gaertn., B.Mey. & Scherb., 1801
- Bulbocapnos cavus (L.) Bernh., 1833
- Bulbocapnos marschallianus (Pall. ex Willd.) Bernh., 1833
- Bulbocapnos tuberosus (DC.) Spach, 1838
- Capnites cava (L.) Dumort., 1827
- Capnites marschallianus (Pall. ex Willd.) Rupr., 1869
- Capnoides cava (L.) Moench, 1794
- Capnoides marschalliana (Pall. ex Willd.) Kuntze, 1891
- Corydalis albiflora Kit., 1863
- Corydalis marschalliana (Pall. ex Willd.) Pers., 1806
- Corydalis pseudocava Pant., 1871
- Corydalis stummeri Pant., 1881
- Corydalis tuberosa DC., 1805
- Fumaria albiflora Kit., 1863
- Fumaria bulbosa var. cava L., 1753basionym
- Fumaria cava (L.) Mill., 1768
- Fumaria major Roth, 1788
- Fumaria marschalliana Pall. ex Willd., 1797
- Fumaria media DC., 1821, nom. superfl.
- Pistolochia bulbosa subsp. marschalliana (Pall. ex Willd.) Soják, 1972
- Pistolochia cava (L.) Bernh., 1800
- Pistolochia marschalliana (Pall. ex Willd.) Holub, 1973